# Triplu X: Întoarcerea lui Xander Cage
xXx: Întoarcerea lui Xander Cage (alternativ cunoscut sub numele de xXx: Reactivat și pronunțat "Triplu X") este un film american de acțiune și aventură regizat de D. J. Caruso, produs de Vin Diesel, Neal H. Moritz, Joe Roth, Jeff Kirschenbaum și Samantha Vincent, și scris de F. Scott Frazier și Chad St. John. Are ca rolul principal pe Vin Diesel, Deepika Padukone, Donnie Yen, Samuel L. Jackson, Tony Jaa, Nina Dobrev, Ruby Rose, Rory McCann, Kris Wu și Ariadna Gutierrez. Este cea de-a treia bandă din franciza xXx și, prin urmare, o continuare a ambelor filme din 2002, xXx, și din 2005 xXx: state of the Union, deși mult mai direct a primului film. Spre deosebire de filmele anterioare, ce au fost distribuite de Columbia Pictures, Întoarcerea lui Xander Cage a fost lansat de Paramount Pictures pe 20 ianuarie 2017, în 2D, RealD 3D și IMAX 3D.

## Distribuție
- Vin Diesel ca Xander Cage / xXx.
- Donnie Yen ca Xiang
- Ariadna Gutierrez ca Gina Roff
- Tony Jaa ca Talon.
- Samuel L. Jackson ca Agent Augustus Eugene Gibbons de la NSA.
- Nina Dobrev ca Rebecca "Becky" Clearidge.
- Ruby Rose ca Adele Wolff.
- Deepika Padukone ca Serena Unger.
- Rory McCann ca Tennyson «Torța»
- Al Sapienza în calitate de Director al CIA
- Ice Cube ca Darius Stone
- Michael Bisping ca Hawk
- Kris Wu ca Harvard "Nicks"
- Hermione Corfield ca Ainsley
- Toni Collette
- Nicky Jam
- Tony Gonzalez
- Neymar
- Andrey Ivchenko ca Red Erik